# Salim Omar
Salim Omar Gergely (2003. április 12. –) világ- és Európa-bajnok magyar taekwondózó. Édesapja Salim Gergely dán-magyar világbajnok taekwondózó. Nagybátyja Salim József olimpikon.

## Pályafutása
Amerikai színekben 2015-ben is 2017-ben kadét, 2018-ban és 2019-ben ifjúsági pánamerikai bajnok volt. 2019 szeptemberétől Magyarországot képviseli a versenyein. A 2019-es ifjúsági Eb-n bronzérmet szerzett. 2021 áprilisában felnőtt Európa-bajnok lett 54 kg-ban. Májusban 58 kg-ban olimpiai kvótát szerzett. A tokiói olimpián megismételte nagybátyja sydney-i eredményét és 5. helyen végzett az 58 kilogrammosok versenyében. 2022-ben megvédte az Európa-bajnoki címét, majd novemberben világbajnok lett. A 2024-es párizsi olimpián a negyeddöntőben kikapott a címvédő olasz Vito Dell Aquilától, így búcsúzott a további küzdelmektől.

## Díjai, elismerései
- Az év magyar taekwondózója (2021,[11] 2022,[12] 2024[13])